# Liatongus arrowi
Liatongus arrowi är en skalbaggsart som beskrevs av Antoine Boucomont 1921. Liatongus arrowi ingår i släktet Liatongus och familjen bladhorningar. Inga underarter finns listade i Catalogue of Life.